# Merocoris distinctus
Merocoris distinctus är en insektsart som beskrevs av William Sweetland Dallas 1852. Merocoris distinctus ingår i släktet Merocoris och familjen bredkantskinnbaggar. Inga underarter finns listade i Catalogue of Life.